# Блох, Абрам Моисеевич
Абрам Моисеевич Блох (22 февраля 1927, Москва — 13 марта 2015, Москва) — геолог, доктор геолого-минералогических наук, первооткрыватель угольных полей в Рязанской области, исследователь урановых месторождений Забайкалья и Северного Казахстана, член-корреспондент РАЕН, автор статей по истории нобелевского движения. Организатор и вице-председатель Научной комиссии при Президиуме РАЕН «Семейство Нобель в истории России».

## Биография
Родился 22 февраля 1927 года в Москве. В 1951 году окончил Московский геологоразведочный институт. В 1951—1957 годах — участковый, старший геолог Скопинской геологоразведочной партии треста Мосбассуглегеология Минуглепрома. 1957—1990 — сотрудник ВНИИ минерального сырья.

## Родственники
- Брат — Исай Моисеевич Блох (1917—1981), геофизик, доктор геолого-минералогических наук.
- Племянник — Юрий Исаевич Блох (род. 1947), геофизик, доктор физико-математических наук, профессор[4].

## Избранные труды
- Структура воды и геологические процессы / Абрам Моисеевич Блох. — Москва : Недра, 1969.
- Советский Союз в интерьере Нобелевских премий : Факты. Документы. Размышления. Комментарии / А. М. Блох; под ред. А. И. Мелуа. — Санкт-Петербург : Гуманистика, 2001

## Награды
- Серебряная медаль имени П. Л. Капицы за вклад в теорию рудообразования